# Martin Teffer
Martin Teffer (Amsterdã, 7 de junho de 1965) é um ex-jogador de voleibol dos Países Baixos que competiu nos Jogos Olímpicos de 1988 e 1992.
Em 1988, ele participou de três jogos e o time neerlandês finalizou na quinta colocação na competição olímpica. Quatro anos depois, ele fez parte da equipe neerlandesa que conquistou a medalha de prata no torneio olímpico de 1992, no qual atuou em cinco partidas.